# Zjednoczona Europa
Europejska Partia Federalistyczna (ang. European Federalist Party) – ogólnoeuropejska partia polityczna o poglądach paneuropejskich i federalistycznych. Jej głównym dążeniem jest doprowadzenie do powstania w pełni zjednoczonej, federalnej Unii Europejskiej ze znacznie wzmocnionymi strukturami demokratycznymi dających większy wpływ na kształtowanie jej polityki przez obywateli Unii (na przykład poprzez demokrację bezpośrednią i referenda ogólnoeuropejskie). Partia planowała start w wyborach do parlamentu europejskiego w 2014 roku. Nie jest zarejestrowana w Polsce.

## Struktura
Na czele partii stoi prezydent, władzę sprawuje także zarząd, senat, oraz poszczególni członkowie partii. Zjednoczona Europa różni się od większości partii paneuropejskich tym, że jej partie narodowe mają identyczną politykę na poziomie europejskim i podpisują ten sam statut. Członkami partii mogą zostać także obywatele krajów spoza Unii Europejskiej, jednakże znajdujących się na kontynencie europejskim.
Obecny zarząd partii został wybrany na konwencji w Leuven w 2009 roku i składa się z 11 członków oraz dwóch obserwatorów. Stanowisko prezesa partii piastuje Bengt Beier; została ona zarejestrowana w Danii, Mołdawii, Hiszpanii oraz Belgii. Partia posiada swoje lokalne struktury oraz przedstawicieli w niemal wszystkich państwach Europy.
Partia organizuje dwie coroczne konwencje, pierwsza odbywa się około Dnia Europy 9 maja, w miejscu wybranym przez senat partii. Druga natomiast odbywa się w październiku, zazwyczaj w stolicy Unii Europejskiej, Brukseli.
| Stanowisko w zarządzie | Nazwisko osoby piastującej |               |
| ---------------------- | -------------------------- | ------------- |
| Prezydent              | Pietro De Matteis          | Yves Gernigon |
| Vice-Prezydent         | Hélène Féo                 | Jan Van Arkel |
| Skarbnik               | Nico Segers                |               |

## Historia
Europejska Partia Federalistyczna powstała z połączenia francuskiej Partii Federalistycznej i pan-Europejskiej Zjednoczonej Europy. Zjednoczona Europa została założona w 2005 roku przez urodzonego w Finlandii duńskiego polityka Aki Paasovaara. 15 Kwietnia 2006 roku nastąpiło zjednoczenie z inną federalistyczną partią paneuropejską, United for Europe.
Pierwsza konwencja partii przeprowadzona została w dniach od 7 do 9 maja 2006 roku w Kopenhadze. Główne ustalenia to:
- Strategie dotyczące kluczowych obszarów takich jak zbieranie funduszy, rekrutacja członków i działania w sferze public relations.
- Statut partii został przyjęty przez wszystkich obecnych.
- Jak najszybsze napisanie manifestu, oraz rozpoczęcie pracy nad zharmonizowaniem polityki partii z obecnie obowiązującymi ramami prawnymi Unii Europejskiej
- Jak najszybsze wybory do senatu partyjnego.

Od 24 maja do 7 czerwca 2006 roku, przeprowadzono pierwsze wybory do Senatu Zjednoczonej Europy.
Druga konwencja odbyła się w Brukseli, w dniach 26-29 października 2006 roku.
W styczniu 2007 roku Aki Paasovaara zrezygnował ze stanowiska lidera partii. Tego samego roku został także wybrany zupełnie nowy zarząd partii z Mikaelem Latreille na czele. W kwietniu 2008 roku Zjednoczona Europa ruszyła z kampanią "Five Damands" nawołującą do zmian w polityce Unii Europejskiej. Kilka miesięcy później w Niemczech powstało kolejne przedstawicielstwo partii.
W 2009 roku Zjednoczona Europa wybrała swój czwarty zarząd. W tym samym roku odbyły się konwencje we Frankfurcie oraz Salzburgu, które zaowocowały powołaniem nowego oddziału partii w Austrii oraz wybranie pięciu kandydatów do wyborów do Parlamentu Europejskiego. Ostatecznie jednak partia zaniechała wzięcia udziału w wyborach. Krótko potem powołana została Komisja Programowa odpowiedzialna za powstanie nowego programu partii, który został ostatecznie zatwierdzony na konwencji w Leuven w grudniu 2009.

## Poglądy
Większa część programu politycznego powstała w wyniku pracy Komisji Programowej powołanej w 2009 roku. Duża część ideologii pochodzi także z porozumienia z pierwszej konwencji w Kopenhadze. Sporo poglądów zdaje się być centrowymi, socjalliberalnymi – z jednej strony wspieranie liberalizmu gospodarczego, a z drugiej strony pamiętanie o zadbanie o tych, którym powiodło się gorzej oraz ochrona środowiska.

### Poglądy ekonomiczne
Partia generalnie popiera liberalną politykę ekonomiczną poprzez wspieranie liberalizacji i wolności gospodarczej rynków europejskich, optując za tworzeniem wewnątrz Unii Europejskiej kompanii międzynarodowych. Stawiając jednak na pierwszym miejscu interes Unii Europejskiej, Zjednoczona Europa popiera promowanie wpierw firm europejskich, przed tymi spoza Unii.

### Poglądy socjalne
Partia optuje za centrową politykę społeczną. Popiera pełną mobilność siły roboczej, jej prawo do życia i pracy w jakimkolwiek miejscu Europy.

### Poglądy polityczne
Celem istnienia i główną sferą działalności partii są właśnie jej postulaty polityczne. Zjednoczona Europa wspiera w pełni federalną zjednoczoną Europę, otwartą dla każdego europejskiego kraju (określone jako "członkowie Rady Europy oraz Białoruś") pod warunkiem spełnienia kryteriów kopenhaskich oraz wyrażenia zgody na jego akcesję w ogólnoeuropejskim referendum oraz w referendum w kraju kandydującym.
Partia dla zlikwidowania problemu deficytu demokracji instytucji Unii Europejskiej proponuje:
1. Zastąpienie prawa veta pojedynczych krajów Rady Unii Europejskiej przez system kwalifikowanej większości głosów;
2. Zreformowanie prezydencji Komisji Europejskiej i prezydencji Rady Unii Europejskiej jednym prezydentem, wybieranego bezpośrednio w ogólnoeuropejskich wyborach powszechnych w systemie pojedynczego głosu przechodniego;
3. Przekazanie głównej władzy ustawodawczej do wybieranego w bezpośrednich wyborach Parlamentu Europejskiego;
4. Zapewnienie pełnej przejrzystości proceduralnej w Komisji Unii Europejskiej, Komisji Europejskiej oraz Parlamentu Europejskiego;
5. Dokonanie zmian prawnych w traktatach umożliwiających organizowanie ogólnoeuropejskich referendów dotyczących rozszerzenia UE oraz innych fundamentalnych decyzji.

Zjednoczona Europa Popiera także scentralizowanie wszystkich unijnych instytucji w Brukseli, w przeciwieństwie do obecnegoo systemu lokalizowania ich (np. Parlamentu Europejskiego) jednocześnie w Brukseli, Strasburgu i Luksemburgu